# Yao Assogba
Pour les articles homonymes, voir Assogba.
Yao Assogba, professeur émérite en 2014, de l’Université du Québec en Outaouais (UQO), est un sociologue canadien d'origine togolaise.

## Biographie
Yao Assogba est né le 26 juin 1947 à Atakpamé, chef-lieu de la Région des Plateaux, au Togo.

### Études
Au Togo, il a fait ses études secondaires à l’École normale d’Atakpamé et au lycée de Sokodé (Région Centrale du Togo) où il a obtenu le baccalauréat (Série D, Sciences naturelles et Mathématiques) en1970.
Au Canada (Québec), il a fréquenté le Collège Jean de Brébeuf chez les pères Jésuites à Montréal et a obtenu le baccalauréat ès arts (délivré par l’Université de Montréal) en 1971.
Il a poursuivi ensuite ses études universitaires en sociologie et en sciences de l’éducation à l’Université Laval (Québec, Canada) où il a obtenu sa maîtrise en 1978 (La formation des enseignants au Togo. La pédagogie nouvelle à l'école normale d'Atakpame: Conceptions de la vie scolaire et de la vie familiale par les normaliens. Une étude de cas) et son Ph.D en 1983. Sa thèse, Rationalité et aspirations: la théorie de la rationalité de l'acteur dans l'analyse des aspirations scolaires au cours secondaire, a été présentée à l'école des gradués de l'Université de Laval. 

### Enseignement et recherche universitaires

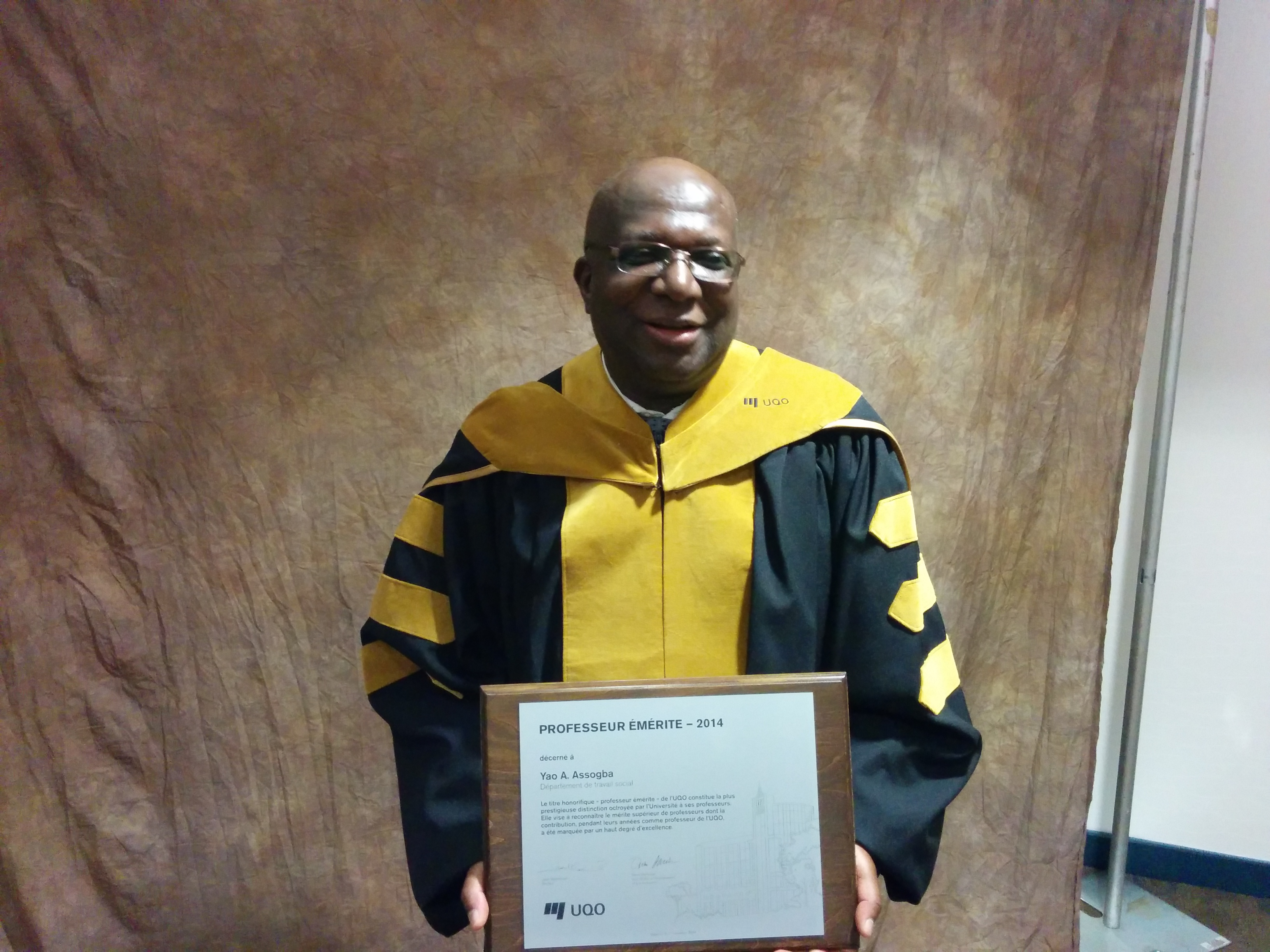
Yao Assogba, professeur émérite de l'UQO (1er novembre 2014)

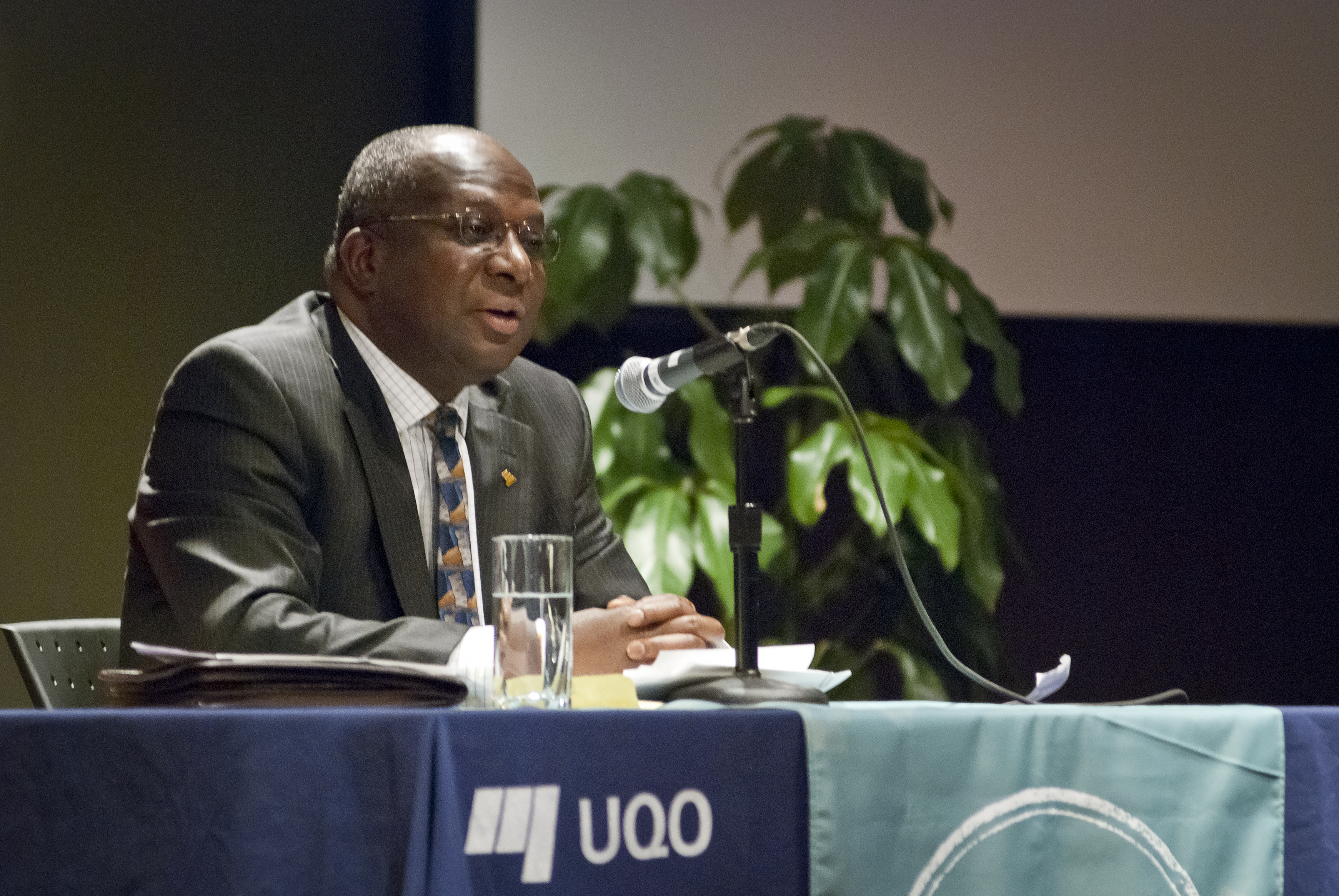
Yao Assogba, UQO

Après avoir été chargé d’enseignement respectivement à l’Université Laval, à l’Université du Québec à Trois-Rivières (UQTR) et à l’Université du Québec à Chicoutimi (UQAC), il a à partir de 1986 fait sa carrière de Professeur-chercheur à l’Université du Québec en Outaouais (UQO) où il a enseigné les théories sociologiques et la méthodologie de la recherche en sciences sociales au département de travail social et des sciences sociales. Il est actuellement professeur émérite.
Au cours de sa carrière, il a effectué des missions d’enseignement et de recherche à l’Université de Lomé (Togo), à l’Université catholique d’Afrique de l’Ouest-Unité universitaire du Togo (UCAO-UUT), à la Chaire Cardinal Malula, Kinshasa, République démocratique du Congo (RDC), à l’Université Gaston Berger (UGB) à Saint-Louis (Sénégal), à l’Université Paris VIII, Saint-Denis et à l’Institut des Sciences Humaines Appliquées (ISHA), et enfin, à l'Université Paris Sorbonne, Paris IV.
Il a mené de nombreuses recherches portant sur l’Afrique subsaharienne et le Québec dans les domaines suivants :
- Inégalités des chances en éducation
- Développement communautaire en Afrique subsaharienne
- Insertion socioprofessionnelle des jeunes
- Migration des jeunes
- Valeurs des jeunes
- Innovation sociale et développement des communautés locales

Professeur-chercheur de l’École de pensée de l’individualisme méthodologique du sociologue Français Raymond Boudon (1934-2013), le Professeur Yao Assogba a restitué à la sociologie de l’Afrique Noire le paradigme de la rationalité de l’acteur social en mettant en action l’homo sociologicus africanus doté de rationalités multidimensionnelles (économique, sociale, culturelle, etc.). Il a appliqué la théorie de la rationalité de l’acteur à ses différents domaines de recherche .

### Affiliations et appartenances
Affiliations à différentes sociétés savantes présentes et durant la carrière :
- Observatoire Jeunes et société, INRS-Culture et Société (Québec, Canada)
- Association canadienne des sociologues et anthropologues de langue française (ACSALF)
- Association internationale des sociologues de langue française (AISFL)
- Association canadienne des études africaines (ACEA)
- Association Euro-Africaine pour l’anthropologie du changement social et du développement (APAD)

Appartenances à des groupes de recherche présents et durant la carrière :
- Chaire de recherche en développement des collectivités (CRDC)/UQO
- Chaire Senghor de la Francophonie (UQO)
- Alliance de recherche université communauté/Innovation sociale et développement des communautés (ARUC-ISDC)/UQO
- Alliance de recherche université-communauté en économie sociale (ARUC-ES) UQAM/UQO
- Centre d’étude et de recherche en intervention sociale (CÉRIS)/UQO
- Centre de recherche sur les innovations sociales dans les entreprises, les syndicats dans l’économie sociale (CRISES)/UQAM/UQO

### Fondation
Yao Assogba a mis sur pied la Fondation Lani, pour le mieux-être des jeunes, en 2001. Cette fondation, dont le siège social est à Gatineau, est enregistrée comme organisme à but non lucratif et comme organisme de bienfaisance. La mission de cette fondation est la suivante : "Appuyer des projets de promotion de la vie dans une perspective de prévention du suicide chez les jeunes de 12 à 25 ans". Il est actuellement un des administrateurs de cette fondation.

### Mouvements associatifs
Yao Assogba a participé à la création et a été membre de plusieurs associations :
- 1996 : Membre-fondateur du Forum des intellectuels africains de la diaspora (FIAD)
- 1995 : Secrétaire-fondateur de la Diaspora togolaise pour la démocratie (DIASTODE)[9]
- 1991 : Président-fondateur de la Communauté togolaise au Canada (CTC)[9]
- 1973 : Président-fondateur de l’Union générale des étudiants africains à Québec

## Prix et distinctions
Yao Assogba a reçu quelques prix et distinctions :
- 2014 : Professeur émérite de l’Université du Québec en Outaouais (UQO), Québec, Canada[10].
- 2004 : Bâtisseurs venus d’ailleurs de la Centrale des syndicats nationaux (CSN), Québec, Canada. Prix décerné par un jury pour souligner la contribution remarquable d’un Néo-Québécois au développement de sa région au Québec.
- 2000 : Prix d’excellence annuel des professeurs de l’Université du Québec en Outaouais (UQO), Québec, Canada. Prix décerné sur concours et qui reconnait l’excellence de la contribution d’un professeur en enseignement, recherche, administration pédagogique et service à la collectivité[11].

## Œuvres

### Livres
- Y. Assogba, L’Afrique au fil de la démocratisation, du développement et de la mondialisation, Paris, L’Harmattan, 2012 (lire en ligne)
- Y. Assogba, Développement communautaire en Afrique. Comprendre la dynamique des populations, Québec, Presses de l’Université Laval, 2008 (lire en ligne)
- Y. Assogba (dir.), Regard sur... La jeunesse en Afrique subsaharienne, Québec, Presses de l’Université Laval/Institut québécois de recherche sur la culture, 2007a
- Y. Assogba, La raison démasquée. Sociologie de l’acteur et recherche sociale en Afrique, Québec, Presses de l’Université Laval, 2007b
- Y. Assogba, La sociologie est-elle une science? Entretien avec Raymond Boudon et systématisation de la démarche d’explication en sociologie, Québec, Presses de l’Université Laval, 2004a (lire en ligne)
- Y. Assogba, Sortir l’Afrique du gouffre de l’histoire. Le défi éthique du développement et de la renaissance de l’Afrique noire, Québec, Presses de l’Université Laval, 2004b (lire en ligne)
- Y. Assogba, Insertion des jeunes, organisation communautaire et société. L’expérience fondatrice des Carrefours jeunesse-emploi au Québec, Sainte-Foy, Presses de l’Université du Québec, 2000
- Y. Assogba, La sociologie de Raymond Boudon. Essai de synthèse et applications de l’individualisme méthodologique, Québec/Paris, Presses de l’Université Laval/ L’Harmattan, 1999a (lire en ligne)
- Y. Assogba, Jean-Marc Ela. Le sociologue et théologien africain en boubou, Paris, L’Harmattan, 1999b, 105 p. (lire en ligne)

### Collaboration à des ouvrages collectifs
- Y. Assogba, « La place des valeurs dans l’organisation des communautés locales dans l’Afrique d’aujourd’hui », dans J.-C. Duclos et O. Cogne, Ce que nous devons à l’Afrique, Isère, Musée dauphinois, 2010, p. 99-104
- Y. Assogba, « Multiples profils et pratiques sociales des jeunes en Afrique au sud du Sahara », dans Y. Assogba, Regard sur... La jeunesse en Afrique subsaharienne, Québec, Presses de l’Université Laval/Institut québécois de recherche sur la culture, 2007, p. 1-5
- Y. Assogba, « Exclusion et pratiques d’insertion des jeunes urbains en Afrique subsaharienne », dans Y. Assogba, Regard sur... La jeunesse en Afrique subsaharienne, Québec, Presses de l’Université Laval/Institut québécois de recherche sur la culture, 2007, p. 49-63
- Y. Assogba (avec la collaboration de L. Fréchette), « Le développement des communautés en Afrique de l’Ouest », dans D. Bourque, Y. Comeau, L. Favreau et L. Fréchette, L’Organisation communautaire. Fondements, approches et champs de pratique, Sainte-Foy, Presses de l’Université du Québec, 2007, p. 381-401
- Y. Assogba, « L’économie populaire au Togo », dans A.S. Fall, L. Favreau et G. Larose, Le Sud… et le Nord dans la mondialisation. Quelles alternatives ?, Sainte-Foy, Presses de l’Université du Québec, 2004 (lire en ligne), p. 245-261
- Y. Assogba, « L’état de la question sur l’étude des valeurs », dans G. Pronovost et C. Royer, Les valeurs des jeunes, Québec, Presses de l’Université du Québec, 2004, p. 12-28
- Y. Assogba, L. Fréchette, D. Desmarais et J.K. Paré, « L’intégration des jeunes à la ville. Une dynamique de repérage spatial et social », dans M. Molgat et P. Leblanc, Aux frontières de l’espace et du temps, Québec, Presses de l’Université Laval, 2004, p. 81-105
- Y. Assogba et L. Fréchette, « L’économie sociale et le développement local en Afrique de l’Ouest », dans L. Favreau et L. Fréchette, Mondialisation, économie sociale, développement local et solidarité internationale, Sainte-Foy, Presses de l’Université du Québec, 2002, p. 133-143
- Y. Assogba, L. Fréchette et D. Desmarais, « L’intégration des jeunes adultes migrants en milieu urbain au Québec », dans H. Dorvil et R. Mayer, Problèmes sociaux, Tome II. Études de cas et interventions sociales, Sainte-Foy, Presses de l’Université du Québec, 2001, p. 104-128
- Y. Assogba, « Mouvement paysan et développement au Tiers-Monde. Le cas de l’Afrique noire francophone », dans J.-L. Klein, P.-A. Tremblay et H. Dionne, Au-delà du néolibéralisme, quel rôle pour les mouvements sociaux, Sainte-Foy, Presses de l’Université du Québec, 1997, p. 111-121
- Y. Assogba, « Dictature, “démocrature” et démocratie : la longue marche de l’Afrique noire depuis les temps modernes », dans C. Beauchamp, Démocratie, culture et développement en Afrique noire, Paris/Montréal, L’Harmattan, 1997, p. 111-121
- Y. Assogba, « L’intégration des migrants dans les villes : l’Afrique comme laboratoire », dans M. Gauthier, Pourquoi partir? La migration des jeunes d’hier et d’aujourd’hui, Québec, Institut québécois de recherche sur la culture, 1997, p. 213-224
- Y. Assogba et L. Fréchette, « Le concept et la démarche migratoire des jeunes », dans M. Gauthier, Pourquoi partir ? La migration des jeunes d’hier et d’aujourd’hui, Québec, Institut québécois de recherche sur la culture, 1997, p. 227-241
- Y. Assogba et D. Turcotte, « Range and Limits of Employability Programs for Youths : A Case Study in Quebec Outaouais », dans B. Galaway and J. Hudson, Youth in Transition, Perspectives on Research and Policy, Toronto, Thompson Educational Publishing, Inc., 1996, p. 72-78
- Y. Assogba et M. Ollivier, « Pédagogie de suivi et enseignement de la méthodologie de recherche sociale », dans T. Des Lierres, Actes du colloque international de l’Association internationale de pédagogie universitaire (AIPU) sur le thème La pédagogie universitaire, Hull, Université du Québec à Hull, 1995, p. 31-37
- Y. Assogba, « Quand la recherche prétend à contribuer au changement », dans J. Chevrier et al, Recherche en éducation comme source de changement, Montréal, Les éditions Logiques Inc., 1994, p. 235-247
- Y. Assogba, « Un nouveau contrat social pour la prévention du décrochage scolaire », dans L. Favreau, R. Lachapelle et L. Chagnon, Pratiques d’action communautaire en CLSC, acquis et défis d’aujourd’hui, Sainte-Foy, Presses de l’Université du Québec, 1994, p. 187-192
- Y. Assogba, « Enseignement supérieur, immigration et effets en coopération internationale. Étude de cas », dans Actes du Colloque national sur la régionalisation de l’immigration au Québec, Hull, Université du Québec à Hull/SRCO, 1992, p. 403-406
- Y. Assogba, « Les effets pervers des projets de développement. Étude de quelques cas en Afrique francophone », dans S. Guth, L’insertion sociale, Paris, L’Harmattan, 1991, p. 205-226
- Y. Assogba, « L’organisation communautaire avec des communautés locales en Afrique », dans L. Doucet et L. Favreau, Théories et pratiques en organisation communautaire, Sainte-Foy, Presses de l’Université du Québec, 1991, p. 389-411

### Articles dans revues avec comité de lecture
- Y. Assogba, « Étude sociohistorique du développement des communautés locales en Afrique subsaharienne », Revue canadienne d’études de développement, vol. 29, nos 3-4,‎ 2010, p. 409-434
- Y. Assogba et L. Fréchette, « Sept questions sur la migration des jeunes », Organisations et territoires, vol. 13, no 3,‎ 2004, p. 5-14
- Y. Assogba, « Diaspora, mondialisation et développement en Afrique », Nouvelles pratiques sociales, vol. 15, no 1,‎ 2002, p. 98-110 (lire en ligne)
- Y. Assogba, « Éthique, comités d’éthique et sciences sociales », Éthique publique, vol. 3, no 1,‎ 2001, p. 85-93
- Y. Assogba, « Sciences sociales et changement social en Afrique noire francophone. Ébauche d’un dépassement de l’approche de la réappropriation », Économie et solidarités, vol. 31, no 1,‎ 2001, p. 113-134
- Y. Assogba, L. Fréchette et D. Desmarais, « Le mouvement migratoire des jeunes au Québec. La reconfiguration du réseau social, un repère pour étudier le processus d’intégration », Nouvelles pratiques sociales, vol. 13, no 2,‎ 2000, p. 65-78
- Y. Assogba, « L’évolution du concept de socialisation : d’une société boussolée à une société déboussolée », Apprentissage et socialisation, vol. 19, no 2,‎ 1999, p. 23-44
- Y. Assogba, « Les sociétés de la modernité et l’insertion des jeunes », Apprentissage et socialisation, vol. 19, no 1,‎ 1999, p. 5-8
- Y. Assogba, « Diaspora africaine et développement de l’Afrique », Revue africaine des Sciences de la mission, vol. 5, no 8,‎ 1998, p. 130-167
- Y. Assogba, « Ripostes du communautaire à l’exclusion sociale des jeunes défavorisés. Exemple du Carrefour jeunesse-emploi dans l’Outaouais », Nouvelles pratiques sociales, vol. 9, no 1,‎ 1996, p. 169-177
- Y. Assogba, « Problématique de la gouvernance en Afrique au sud du Sahara », Revue canadienne d’études du développement, vol. 17, no 4,‎ 1996, p. 57-73
- Y. Assogba, « Le tiers monde abandonné ou quart-mondialisé », Revue africaine de politique internationale, no 19,‎ 1994, p. 35-45
- Y. Assogba, « Les trajectoires du système mondial », Relations,‎ 1994, p. 235-239
- Y. Assogba, « Réinventer le développement », Relations,‎ 1994, p. 240-242
- Y. Assogba, « L’Afrique entre le rêve et l’histoire », Afrique 2000. Revue africaine de politique internationale, no 15,‎ 1993, p. 83-94
- Y. Assogba, « Entre la rationalité des intervenants et la rationalité des populations bénéficiaires : l’échec des projets en Afrique noire », Cahier de Géographie du Québec, vol. 37, no 100,‎ 1993, p. 49-66
- Y. Assogba, D. Turcotte et M. Girard, « Évaluation d’un programme de prévention de l’abandon scolaire : appréciation des acteurs », Apprentissage et socialisation, vol. 16, no 3,‎ 1993, p. 282-289
- Y. Assogba, « Raccrocher l’autre jeunesse : une expérience communautaire de raccrochage scolaire dans l’Outaouais », Apprentissage et socialisation, vol. 15, no 1,‎ 1992, p. 39-48
- Y. Assogba, « Les ONG et le développement en Afrique ou la face cachée de la lune », Nouvelles pratiques sociales, vol. 4, no 1,‎ 1991, p. 39-49 (lire en ligne)
- Y. Assogba, « Recension de l’ouvrage : Guy Rocher, Entre les rêves et l’histoire (entretiens avec Georges Khal), Montréal, VLB Éditeur, 1989, 230 p. », Nouvelles pratiques sociales, vol. 3, no 2,‎ 1990, p. 229-232
- Y. Assogba, « Théorie systémique de la rationalité des acteurs et aspirations des jeunes », Recherches sociologiques, vol. 21, no 1,‎ 1990, p. 55-77
- Y. Assogba, « Pratiques participatives des ONG en Afrique. Le cas du PHV-CUSO au Togo », Nouvelles pratiques sociales, vol. 2, no 1,‎ 1989, p. 147-167 (lire en ligne)
- Y. Assogba et D. Desmarais, « Mieux comprendre pour intervenir au Québec en Afrique. Entrevue avec Maria Nicoloff », Nouvelles pratiques sociales, vol. 2, no 2,‎ 1989, p. 11-22
- Y. Assogba, « Afrique francophone : vers un transfert de la gestion de l’eau aux villageois », Revue internationale d’action communautaire, vol. 19, no 59,‎ 1988, p. 177-183
- Y. Assogba, « Stratégie de mise sur pied d’un centre communautaire pour jeunes sans emploi dans l’Outaouais », Revue canadienne de service social, vol. 5, no 2,‎ 1988, p. 283-296
- Y. Assogba, « Le paradigme interactionniste et le processus du développement communautaire : l’exemple des ONG en Afrique », Revue canadienne d’études du développement, vol. 9, no 2,‎ 1988, p. 201-218
- Y. Assogba, « Modèle d'analyse pour l'étude sociologique de l'innovation pédagogique », Revue des Sciences de l'Éducation, vol. III, no 1,‎ 1982, p. 115-134
- Y. Assogba, « Ivan Illich, essai de synthèse », Critère (Collège Ahuntsic), no 26,‎ 1981, p. 217-235 (lire en ligne)
- Y. Assogba, « Essai d'analyse d'une idéologie politique négro-africaine : le Nkrumaïsme », Textes et documents. Publication du Projet Ouest-Africain de formation à la recherche évaluative en éducation (Université Laval), no 26,‎ 1981
- Y. Assogba, « Éducation et libération nationale en Afrique. Le cas de la Guinée-Bissau », Textes et documents. Publication du Projet Ouest-Africain de formation à la recherche évaluative en éducation (Université Laval), no 25,‎ 1981
- Y. Assogba, « Deschooling Society ou l'illichisme : Une utopie monastique », Revue des Sciences de l'Éducation, vol. IV, no 2,‎ 1978, p. 181-201
- Y. Assogba, « La technologie appropriée, instrument de développement de l'Afrique », L'Escargot (SUCO), vol. 3, no 1,‎ 1976, p. 24-28

### Cahiers de recherche
- Y. Assogba, Sociologie de Jean-Marc Ela ou Quand la sociologie pénètre en brousse, cahier de la Chaire de recherche en développement des collectivités, série recherche, no 47, Gatineau, Université du Québec en Outaouais, 2017, 97 p. (lire en ligne).
- Y. Assogba, Insertion des jeunes exclus en Afrique, cahier de l’Alliance de recherche université-communauté en innovation sociale et développement des communautés (ARUC-ISDC), série recherches, Gatineau, Université du Québec en Outaouais, no 39, 2011, 11 p.
- Y. Assogba, Les motivations des acteurs du Dépanneur Sylvestre dans l’Outaouais ou la quête de la convivialité, cahier de l’Alliance de recherche université-communauté en innovation sociale et développement des communautés (ARUC-ISDC), série recherches, no 41, Gatineau, Université du Québec en Outaouais, 2011, 20 p. (lire en ligne).
- Y. Assogba, Théorie systémique de l’action sociale et innovation sociale, cahier de l’Alliance de recherche université-communauté en innovation sociale et développement des communautés (ARUC-ISDC), série recherches, no 31, Gatineau, Université du Québec en Outaouais, 2010, 14 p. (lire en ligne).
- Y. Assogba, Les diasporas africaines, substituts à l’État social ou agents de développement, cahier de l’Alliance de recherche université-communauté en innovation sociale et développement des communautés (ARUC-ISDC), série recherches, no 26, Gatineau, Université du Québec en Outaouais, 2009, 11 p. (lire en ligne).
- Y. Assogba, Innovation sociale et communauté. Une relecture à partir des sociologues classiques, cahier de l’Alliance de recherche université-communauté en innovation sociale et développement des communautés (ARUC-ISDC), série recherches, no 5, Gatineau, Université du Québec en Outaouais, 2007, 14 p. (lire en ligne).
- Y. Assogba, Le Dépanneur Sylvestre. Une coopérative de solidarité multifonctionnelle dans l’Outaouais, cahier de l’Alliance de recherche université-communauté en innovation sociale et développement des communautés (ARUC-ISDC), série recherches, no 8, Gatineau, Université du Québec en Outaouais, 2007, 46 p. (lire en ligne).
- Y. Assogba et L. Fréchette, Une région qui voit ses jeunes partir et espère leur retour. Le cas de la MRC Vallée-de-la Gatineau, cahier du Centre d’étude et de recherche en intervention sociale (CÉRIS), série recherches, no 42, Gatineau, Université du Québec en Outaouais, 2006, 32 p. (lire en ligne).
- Y. Assogba, Introduction à l’analyse des dynamiques organisationnelles de l’économie sociale et populaire en Afrique, cahier de la Chaire de recherche en développement des collectivités (CRDC), série recherche, no 33, Gatineau, Université du Québec en Outaouais, 2004, 22 p.
- Y. Assogba, L. Fréchette et C. Gagnon, Le mouvement migratoire des jeunes en Outaouais. Une enquête quantitative, cahier du Centre d’étude et de recherche en intervention sociale (CÉRIS), série recherches, no 33, Gatineau, Université du Québec en Outaouais, 2004, 25 p. (lire en ligne).
- Y. Assogba, L. Fréchette et C. Gagnon, Dynamiques des trajectoires migratoires intra-régionales des jeunes en Outaouais. Une enquête qualitative, cahier du Centre d’étude et de recherche en intervention sociale (CÉRIS), série recherches, no 27, Gatineau, Université du Québec en Outaouais, 2003, 38 p. (lire en ligne).
- Y. Assogba, Café-friperie Chic Guenille de Buckingham. Portée et limite d’une entreprise d’économie sociale pour l’insertion des jeunes, cahier du Centre d’étude et de recherche en intervention sociale (CÉRIS), série recherches, no 25, Gatineau, Université du Québec en Outaouais, 2003, 25 p. (lire en ligne).
- Y. Assogba, Et si les Africains de la diaspora étaient des acteurs du développement de l’Afrique ?, cahier de la Chaire de recherche en développement des collectivités (CRDC), série recherche, no 25, Gatineau, Université du Québec en Outaouais, 2002, 17 p. (lire en ligne).
- Y. Assogba, D. Tremblay et J. Boucher, Activation des politiques publiques et bien-être de la population : une recension des écrits, cahier de la Chaire de recherche en développement des collectivités (CRDC), série recherche, no 5, Gatineau, Université du Québec en Outaouais, 2002, 126 p.
- Y. Assogba et C. Gagnon, Sous-scolarisation, éducation et accès à la citoyenneté. Une étude de besoins à Gatineau, rapport de recherche, Gatineau, Université du Québec en Outaouais/Centre Nouvel Horizon, 2002, 77 p.
- Y. Assogba, Gouvernance, économie sociale et développement durable en Afrique, cahier de la Chaire de recherche en développement des collectivités (CRDC), série recherche, no 16, Gatineau, Université du Québec en Outaouais, 2000, 28 p. (lire en ligne).
- Y. Assogba, L. Frechette et D. Desmarais, Le mouvement migratoire des jeunes au Québec. Le réseau social, pivot du processus d’intégration, cahier du Groupe d’étude et de recherche en intervention sociale (GÉRIS), série recherches, no 12, Gatineau, Université du Québec en Outaouais, 2000, 23 p. (lire en ligne).
- Y. Assogba, Pour l’éthique du comité d’éthique de la recherche universitaire, cahier du Groupe d’étude et de recherche en intervention sociale (GÉRIS), série conférences, no 6, Hull, Université du Québec à Hull, 1999, 22 p. (lire en ligne).
- Y. Assogba, Trajectoires et dynamiques de la sociologie générale d’Afrique noire de langue française, cahier du Groupe d’étude et de recherche en intervention sociale (GÉRIS), série recherches, no 7, Hull, Université du Québec à Hull, 1998, 28 p. (lire en ligne).
- Y. Assogba, Afrique noire : démocratie, développement et mouvement associatif, cahier de la Chaire de recherche en développement des collectivités (CRDC), série recherche, no 13, Hull, Université du Québec à Hull, 1998, 22 p. (lire en ligne).
- Y. Assogba et D. Turcotte, Insertion socioprofessionnelle des jeunes exclus. Une étude de cas à partir du programme d'employabilité “Option Travail Outaouais” du Carrefour jeunesse-emploi, rapport de recherche, Hull, Université du Québec à Hull, 1996, 128 p.
- Y. Assogba et K. R. Kékeh, Animation, participation et hydraulique villageoise en Afrique. Étude d’un exemple au Togo, rapport de recherche, Québec, Centre Sahel/Université Laval, 1994, 128 p.

## Communications avec comité de lecture
- Y. Assogba, Et si nous pouvions vivre ensemble ?, communication présentée au colloque de l’Association internationale des sociologues de langue française, Athènes, Grèce, 7-9 mai 2003.
- Y. Assogba et L. Fréchette, Maintenir le lien. Départ des jeunes des régions et intégration en centre urbain, communication présentée au colloque AJIR, Mont-Laurier, avril 2001.
- Y. Assogba, Éthique des comités d’éthique dans les universités, communication présentée au 67e Congrès de l’Association canadienne française pour l’avancement de la science, Ottawa, Université d’Ottawa, 10-14 mai 1999.
- Y. Assogba, L’intégration des jeunes migrants québécois dans les centres urbains, communication présentée au 67e Congrès de l’Association canadienne française pour l’avancement de la science, Ottawa, Université d’Ottawa, 10-14 mai 1999.
- Y. Assogba, Sciences sociales et changement social en Afrique. Dépasser le paradigme de la réappropriation, communication présentée à l’Assemblée générale du Conseil pour le développement de la recherche en sciences sociales, Dakar (Sénégal), décembre 1998.
- Y. Assogba, L’évolution du concept de socialisation : de la société boussolée à la société déboussolée, communication présentée au 66e Congrès de l’Association canadienne française pour l’avancement de la science, Québec, Université Laval, mai 1998.
- Y. Assogba et L. Fréchette, Migrer et s’intégrer. Le cas des jeunes québécois, communication présentée au 67e Congrès de l’Association canadienne française pour l’avancement de la science, Québec, Université Laval, mai 1998.
- Y. Assogba, Pratiques sociales novatrices et construction de l’Afrique, communication présentée au XVe Congrès de l’Association internationale des sociologues de langue française, L’invention de la société, Évora (Portugal), Université d’Évora, 8-12 juillet 1996.
- Y. Assogba, Problématique de l’insertion sociale des jeunes en Afrique francophone, communication présentée au XVe Congrès de l’Association internationale des sociologues de langue française, Évora (Portugal), Université d’Évora, 8-12 juillet 1996.
- Y. Assogba et L. Fréchette, Sociétés de l’autre jeunesse. Études de cas dans l’Outaouais au Québec, communication présentée au XVe Congrès de l’Association internationale des sociologues de langue française, Évora (Portugal), Université d’Évora, 8-12 juillet 1996.
- Y. Assogba, Trajectoires et dynamiques de la sociologie d’Afrique noire de langue française, communication présentée au colloque international de l’Association canadienne des sociologues et anthropologues de langue française et de l’Association internationale des sociologues de langue française, Montréal, Université de Montréal, 24-26 août 1995.
- Y. Assogba et M. Ollivier, Pédagogie de suivi et enseignement de la méthodologie de recherche sociale, communication présentée au colloque de l’Association internationale de pédagogie universitaire, Hull, Université du Québec à Hull, 9-11 août 1995.
- Y. Assogba, Les organisations communautaires d’insertion sociale et professionnelle des jeunes exclus, entre ciel et terre, communication présentée au congrès des Sociétés Savantes, Association canadienne des écoles de service social, Montréal, Université du Québec à Montréal, 7-10 juin 1995.
- Y. Assogba, Pour un nouvel humanisme en travail social : le type idéal du travailleur social de demain, communication présentée au colloque annuel de l’Ordre professionnel des travailleurs sociaux du Québec, Hull, 12-13 mai 1995.
- Y. Assogba, Démocratie-développement en Afrique : défis et raisons d’espérer, communication présenté au colloque international du Département de science politique et du Centre Sahel, Québec, Université Laval, 4-6 mai 1995.
- Y. Assogba et D. Turcotte, Portée et limite des programmes d’employabilité destinés aux jeunes : une étude de cas dans l’Outaouais, communication présentée au Symposium national de recherche et de politiques sociales, Kananaskis (Alberta), 25-29 avril 1995.
- Y. Assogba, Convergence et divergence, communication présentée au colloque Académie dans le cadre de l’Assemblée générale annuelle de la Société Royale du Canada, Ottawa, Université Carleton, 20-23 mai 1992.
- Y. Assogba, Paradigme de l’acteur et nouveaux rapports Nord-Sud au développement : le cas des groupements paysans en Afrique de l’Ouest, communication présentée au XIVe Congrès de l’Association internationale des sociologues de langue française, Lyon (France), Université Lumière, 6-10 juillet 1992.
- Y. Assogba, Afrique : c’est quand le dével"eau"ppement, communication présentée à la XXIe Conférence de l’Association canadienne des études africaines, Montréal, Université du Québec à Montréal, 13-16 mai 1992.
- Y. Assogba, Les pratiques alternatives d’insertion socioprofessionnelle des jeunes. Le cas du Carrefour Jeunesse-Emploi dans l’Outaouais, communication présentée au 27e Congrès annuel des Sociétés Savantes, Société canadienne de sociologie et d’anthropologie, Charlottetown, Université de l’Ile-du-Prince-Edouard, 30 mai-2 juin 1992.
- Y. Assogba, Recherche-action, méthodes qualitatives et développement communautaire en Afrique : une étude de cas au Togo, communication présentée au 3e Congrès des sciences de l’éducation de langue française du Canada, Ottawa, Université d’Ottawa, 30 octobre-1er novembre 1991.
- Y. Assogba, Les effets pervers des projets de développement en Afrique, communication présentée au colloque international de sociologie, Montpellier (France), Université Paul Valéry, 10-12 mai 1990.
- Y. Assogba, Choisir et réussir : une pratique alternative d’insertion sociale des jeunes dans l’Outaouais, communication présentée au 58e Congrès de l’Association canadienne française pour l’avancement de la science, Québec, Université Laval, 14-18 mai 1990.
- Y. Assogba, Rationalité des populations bénéficiaires et pratiques des ONG en Afrique francophone, communication présentée au 57e Congrès de l’Association canadienne française pour l’avancement de la science, Montréal, Université du Québec à Montréal, 15-19 mai 1989.
- Y. Assogba, Le développement communautaire par le puits en Afrique noire francophone : le cas du Togo, communication présentée au 56e Congrès de l’Association canadienne française pour l’avancement de la science, Moncton, Université de Moncton, 9-13 mai 1988.
- Y. Assogba, Le développement communautaire (DC) dans le discours et la pratique du développement international, communication présentée au 55e Congrès de l’Association canadienne française pour l’avancement de la science, Ottawa, Université d’Ottawa, 19-22 mai 1987.
- Y. Assogba, Étude sociologique de l’implantation d’un projet d’organisation communautaire. Le cas du CCJSE dans l’Outaouais, communication présentée au congrès annuel des Sociétés Savantes, Toronto, Université McMaster, 4-7 juin 1987.

## Conférences
- Y. Assogba, Crise ou évolution des valeurs chez les jeunes, Les conférences de l’UQO, Gatineau, Université du Québec en Outaouais, 30 mars 2011[12].
- Y. Assogba, Le développement humain minimum garanti (DHMG), une question de droit, Agence consultative en éthique de la coopération internationale, Sénat du Canada, Ottawa, 15 septembre 2010.
- Y. Assogba, Le défi de la socialisation des enfants d’immigrants, Association des Burkinabé d’Ottawa-Gatineau, Gatineau, Université du Québec en Outaouais, 7 août 2010.
- Y. Assogba, L’utopie ou la pauvreté. Pour une éthique du développement, Centre d’étude et de coopération internationale, Entraide universitaire mondiale du Canada et Uni-Terre, Gatineau, Université du Québec en Outaouais, 12 juin 2010.
- Y. Assogba, Le rôle des diasporas africaines dans la démocratisation et le développement. Exemples de quelques pays, Réseau de la diaspora de Djibouti, Ottawa, 11 mai 2010.
- Y. Assogba, Jeunes en détresse ou jeunesse en quête de sens et d’écoute ? , Agence de santé et des services sociaux de l’Outaouais (ASSSO), Gatineau, 5 février 2010.
- Y. Assogba, Développement social et humanitaire en Afrique, Conseil canadien pour l’Afrique, Ottawa, Château Laurier, 2-3 octobre 2009.
- Y. Assogba, Pour une éthique du développement de l’Afrique, Université catholique de l’Afrique de l’Ouest, Unité universitaire du Togo et Université de Lomé (Togo), juin 2009.
- Y. Assogba, L’homo sociologicus et sociétés africaines. La portée heuristique du paradigme wébérien, Université catholique de l’Afrique de l’Ouest, Unité universitaire du Togo et Université de Lomé (Togo), juin 2009.
- Y. Assogba, Les diasporas scientifiques africaines et les enjeux de la mondialisation du savoir, Université catholique de l’Afrique de l’Ouest, Unité universitaire du Togo et Université de Lomé (Togo), juin 2009.
- Y. Assogba, Sociologie de l’acteur et explication des phénomènes sociaux en Afrique, Centre de recherches pluridisciplinaires sur les communautés d’Afrique noire et des diasporas (CERCLECAD), Ottawa, Collège dominicain, 25 octobre 2008.
- Y. Assogba, Les diasporas africaines, substituts à l’État social ou agents de développement, Conférence internationale sur les initiatives des communautés, les politiques publiques et l’État social au Nord et au Sud. Les défis de la prochaine décennie, Gatineau, Université du Québec en Outaouais, 24-25 septembre 2008.
- Y. Assogba, Le développement humain minimum garanti (DHMG) comme éthique du développement, Grande conférence diplomatique Nord-Sud, Agence consultative en éthique de la coopération internationale, Sainte-Foy, Université Laval, 4 juillet 2008.
- Y. Assogba, Innovation sociale et communauté. Une relecture à partir des sociologues classiques, séminaires inter-facultaires en sciences sociales du Conseil pour le développement de la recherche en sciences sociales en Afrique, Saint-Louis (Sénégal), Université Gaston Berger, décembre 2007.
- Y. Assogba, Pour une analyse socio-historique du développement communautaire en Afrique de l’Ouest, séminaires inter-facultaires en sciences sociales du Conseil pour le développement de la recherche en sciences sociales en Afrique, Saint-Louis (Sénégal), Université Gaston Berger, décembre 2007.
- Y. Assogba, Sociologie cognitive et recherche qualitative en Afrique, séminaires inter-facultaires en sciences sociales du Conseil pour le développement de la recherche en sciences sociales en Afrique, Saint-Louis (Sénégal), Université Gaston Berger, décembre 2007.
- Y. Assogba, Nous pouvons continuer à vivre ensemble, mémoire présenté devant la Commission de consultation sur les pratiques d’accommodements reliées aux différences culturelles, Gatineau, 4 septembre 2007.
- Y. Assogba, Sortir l’Afrique du gouffre de l’histoire. Le défi éthique du développement et la renaissance de l’Afrique noire, Collectif des ONG de Gatineau, Gatineau, Maison du Citoyen, 28 septembre 2005.
- Y. Assogba, L’Afrique va-t-elle mourir ?, Groupe de recherche sur l’Afrique, Département de sociologie, Université Laval, 20 mai 2004.
- Y. Assogba, Et si on regardait au-delà de l’univers de besoins des populations défavorisées ? séminaire du Centre d’étude et de recherche en intervention sociale, Gatineau, Université du Québec en Outaouais, 13 juillet 2003.
- Y. Assogba, Les valeurs morales ne sont pas mortes : pour une explication sociologique des manifestations mondiales anti-guerres et du recul de la peine de mort dans le monde, séminaire du Centre d’étude et de recherche en intervention sociale, Gatineau, Université du Québec en Outaouais, 12 février 2003.
- Y. Assogba, Pour l’éthique du comité d’éthique de la recherche universitaire, séminaire du Groupe d’étude et de recherche en intervention sociale, Hull, Université du Québec à Hull, septembre 1999.
- Y. Assogba, L. Fréchette et M. Gauthier, Migration des jeunes et intégration en région d’accueil, séminaire du Groupe d’étude et de recherche en intervention sociale, Hull, Université du Québec à Hull, octobre 1998.
- Y. Assogba, Les organisations communautaires d’insertion sociale et professionnelle des jeunes exclus, entre ciel et terre, congrès de l’Association canadienne des écoles de service social, Montréal, Université du Québec à Montréal, juin 1995.
- Y. Assogba, Pour un nouvel humanisme en travail social, colloque annuel de l’Ordre professionnel des travailleurs sociaux du Québec, Hull, Hôtel Clairon centre-ville de Hull, mai 1995.
- Y. Assogba, Qui se nourrit de la faim au Nord et au Sud ?, conférence dans le cadre de la journée internationale de la sécurité alimentaire, Sherbrooke, Carrefour solidarité internationale, 16 octobre 1994.
- Y. Assogba, L’Afrique va-t-elle renaître ?, table ronde sur « Démocratie, culture et développement en Afrique », XXIe conférence de l’Association canadienne des études africaines, Montréal, Université du Québec à Montréal, 13-16 mai 1992.
- Y. Assogba, Le SMIC-CULTUREL pour prévenir le décrochage scolaire, colloque du Regroupement québécois des intervenants et intervenantes en action communautaire en CLSC, Hull, Université du Québec à Hull, 4-6 juin 1992.
- Y. Assogba, L’Afrique, changer ou périr, semaine culturelle de l’Association des étudiants étrangers de l’Université du Québec à Hull, Hull, Université du Québec à Hull, 19 mars 1992.
- Y. Assogba, Présentation de Guy Rocher, conférence publique « Sciences sociales et société en l’an 2000 », Hull, Université du Québec à Hull, 2 avril 1992.
- Y. Assogba, Enseignement supérieur, immigration et effets en coopération internationale. Étude de cas, colloque national sur la régionalisation de l’immigration au Québec, Hull, Palais des Congrès de Hull, 22-23 novembre 1992.
- Y. Assogba, Nouvelles valeurs et organisation : quelles cultures en émergence, colloque de l’Association internationale des sociologues de langue française et du Département de sociologie, Sainte-Foy, Université Laval, 19-21 septembre 1991.
- Y. Assogba, Émile Durkheim et Max Weber, symposium de l’Association internationale des sociologues de langue française, Strasbourg, 8-9 avril 1991.
- Y. Assogba, Transfert de technologie, mini-colloque du Réseau de l’Université du Québec, Chicoutimi, Université du Québec à Chicoutimi, 15-16 octobre 1990.
- Y. Assogba, Coûts sociaux du transfert de technologie, Ottawa, Université d’Ottawa, 17 avril 1989.
- Y. Assogba, Les organisations non-gouvernementales (ONG) africaines et le Programme Afrique 2000 de l’ACDI, symposium du Conseil Afro-canadien et de l’Agence canadienne de développement international, Ottawa, Université St-Paul, 15 novembre 1986.
- Y. Assogba, « Le Canada et le Sud francophone : du monologue du Centre au dialogue de la Périphérie et du Centre ». Conférence dans le cadre de la 6e conférence annuelle de l'Association canadienne des études prospectives, Montréal, Hôtel Shératon Mont-Royal, les 1, 2, 3 et 4 octobre 1981.
- Y. Assogba, « Le chômage créateur ».  Conférence dans le cadre du colloque organisé par la revue Critère avec l'aide financière du Ministère de l'Éducation du Québec, sur le thème "La déprofessionnalisation", Montréal, 27-30 mai 1979.

## Articles de journaux (Le Devoir et le Droit)
- Y. Assogba, « Vive le fleurdelisé! », Le Devoir,‎ 30 juin 2016 (lire en ligne)
- Y. Assogba, « Pas nouveau », Le Droit,‎ 29 mai 2015 (lire en ligne)
- Y. Assogba, « L'apport de l'Afrique noire », Le Droit,‎ 16 février 2015 (lire en ligne)
- Y. Assogba, « Une brève histoire de la francophonie », Le Droit,‎ 22 décembre 2014 (lire en ligne)
- Y. Assogba, L. Favreau et L. Fréchette, « Les Carrefours jeunesse-emploi dans la tourmente », Le Droit,‎ 20 novembre 2014 (lire en ligne)
- Y. Assogba, « La longue marche des Noirs pour la liberté et l’égalité », Le Devoir,‎ 22 octobre 2008 (lire en ligne)
- Y. Assogba, « L’inégalité des chances des jeunes des communautés culturelles devant la vie sociale », Le Droit,‎ 21 août 2008
- Y. Assogba, « Le grand poète noir est mort, mais vive encore la négritude! Aimé Césaire (1913-2008) », Le Devoir,‎ 25 avril 2008 (lire en ligne)
- Y. Assogba, « Les réformes de l’éducation au Québec entre l’utilitarisme et le relativisme », Le Droit,‎ 29 février 2008
- Y. Assogba, « La spécificité irréductible de la mission de l’université », Le Devoir,‎ 26 février 2008
- Y. Assogba, « L’UQO assume-t-elle la mission fondamentale d’une université? C’est ça la question. L’UQO engagé dans sa région », Le Droit,‎ 5 février 2008
- Y. Assogba, B. Kassi-Krecoum, C. Melançon et J.-F. Simard, « Senghor, à l’aube du Sommet de la Francophonie », Le Droit,‎ 14 octobre 2008
- Y. Assogba, « Pot-pourri d’un néo-Québécois », Le Devoir,‎ 23 juillet 2007 (lire en ligne)
- Y. Assogba, « Déclaration du Millénaire et lutte à la pauvreté : où en est-on ? », Le Devoir,‎ 20 juillet 2007
- Y. Assogba, « Et si on pouvait mettre fin à la faim en Afrique ? », Le Devoir,‎ 27 août 2005
- Y. Assogba, « Le Togo va imploser », Le Devoir,‎ 22 avril 2005 (lire en ligne)
- Y. Assogba, « L’Autre Afrique. Au-delà de leurs maux, les populations africaines continuent de survivre et même de vivre », Le Devoir,‎ 10 novembre 2004 (lire en ligne)
- Y. Assogba, « Méfions-nous des extrêmes du relativisme culturel », Le Devoir,‎ 18 février 2004 (lire en ligne)
- Y. Assogba, « Les effets pervers de l’hyperrelativisme culturel. Le droit et le contexte culturel peuvent-ils faire bon ménage ? », Le Devoir,‎ 7 janvier 2004 (lire en ligne)
- Y. Assogba, « Alter mondialisation : les diasporas africaines engagées dans le développement », Le Devoir,‎ 13 septembre 2003
- Y. Assogba, « Hold-up électoral au Togo. La politique française d’anti-démocratisation de l’Afrique », Le Devoir,‎ 25 juillet 2003
- Y. Assogba, « L’opinion publique internationale dit non à la guerre », Le Droit,‎ 20 février 2003
- Y. Assogba, « Le NEPAD, ‘’qu’ossa donne de neuf’’ ? L’Afrique doit absolument rompre avec un modèle de développement extraverti », Le Devoir,‎ 3 juillet 2002 (lire en ligne)
- Y. Assogba, « Décrochage scolaire. Développer une autre conception de l’école », Le Droit,‎ 3 octobre 2002
- Y. Assogba, « Mondialisation de l’économie, mondialisation de l’insécurité », Le Droit,‎ 28 septembre 2001 (lire en ligne)
- Y. Assogba, « Les jeunes et le communautaire », Le Droit,‎ 19 juin 2001
- Y. Assogba, « On ne naît pas raciste, on le devient. Pour contrer le sophisme du racisme est naturel », Le Devoir,‎ 3 avril 2001
- Y. Assogba, « Et si le Sommet du Québec et de la jeunesse débouchait sur la question de sens », Le Droit,‎ 20 février 2000
- Y. Assogba, « Lutte contre le décrochage scolaire dans l’Outaouais », Le Droit,‎ 8 février 2000
- Y. Assogba, « Pour un néolibéralisme à visage humain », Le Devoir,‎ 6 juin 1998
- Y. Assogba, « Mission diplomatique canadienne en Afrique noire : le Togo, une ‘’ histoire à succès’’? », Le Devoir,‎ 11 mai 1998
- Y. Assogba, « Les jeunes ou la détresse mondialisée », Le Droit,‎ 16 avril 1998
- Y. Assogba, « Les mythes et les réalités du colonialisme ont la vie dure en Afrique noire », Le Devoir,‎ 3 janvier 1997ASSOGBA, Y. et J.-M. Ela (1996a). « Désenchantement démocratique en Afrique. La francophonie à l’épreuve ? », Le Devoir, 1er avril.
- Y. Assogba, « Pour une seconde Révolution tranquille au Québec », Le Droit,‎ 14 février 1996
- Y. Assogba, « Et si la Francophonie rimait avec ‘’Libérophonie ‘’ », Le Droit,‎ 16 janvier 1996
- Y. Assogba et J.-M. Ela, « La politique africaine de la France sous Mitterrand. Précarité des ruptures et continuité du néocolonialisme français en Afrique noire 1 et 2 », Le Devoir,‎ 27 et 28 janvier 1996
- Y. Assogba, « L’occidentalisation de l’Afrique noire ne peut assurer son salut », Le Devoir,‎ 5 juillet 1995
- Y. Assogba, « L’école québécoise du proche avenir », Le Droit,‎ 19 mai 1995
- Y. Assogba, « Le communautaire contre vents et marées », Le Droit,‎ 17 mars 1995
- Y. Assogba, « Un apartheid référendaire. Les immigrants ‘’qu’ossa donne’’ », Le Devoir,‎ 30 mars 1995
- Y. Assogba, « Le développement est la conséquence de la démocratie, pas la cause », Le Devoir,‎ 2 mars 1995
- Y. Assogba, « La démocrature en Afrique. Démocratie truquée et dictature maquillée », Le Devoir,‎ 17 octobre 1994*Y Assogba, « Le Togo en implosion. Il faut éviter la guerre civile qui serait une crise de trop en Afrique et dans le monde », Le Devoir,‎ 10 février 1993
- Y. Assogba, « Démocratisation : le laboratoire africain 1 et 2 », Le Devoir,‎ 5 et 6 janvier 1993
- Y. Assogba, « Le Togo. La difficile naissance de la démocratie », Le Droit,‎ 11 janvier 1993
- Y. Assogba, « La dernière chance de l’Afrique ? 1 et 2 », Le Devoir,‎ 10 et 11 mars 1992
- Y. Assogba, « S.O.S : pour la démocratie au Togo et en Afrique », Le Devoir,‎ 21 janvier 1992
- Y. Assogba, « L’Afrique noire n’est pas partie du tout 1 et 2 », Le Devoir,‎ 10 et 11 juillet 1991
- Y. Assogba, « La décennie de l’eau en Afrique », Le Devoir,‎ 9 mai 1990

## Vidéos en ligne de conférence
- Y. Assogba, Contributions des diasporas africaines au développement de l'Afrique, Conférences du CERCLECAD. En ligne. https://www.youtube.com/watch?v=l8wWrkaGuyA